# 2001 en athlétisme
Cette chronologie de l'athlétisme en 2001 présente les évènements importants survenus du 1er janvier 2001 au 31 décembre 2001 en athlétisme.

## Compétitions

### Mondiales
| Compétition                                 | Lieu     | Date             |
| ------------------------------------------- | -------- | ---------------- |
| Championnats du monde en salle              | Lisbonne | 9 - 11 mars      |
| Championnats du monde de cross-country      | Ostende  | 31 mars          |
| Championnats du monde d'athlétisme jeunesse | Debrecen | 12 - 15 juillet  |
| Championnats du monde                       | Edmonton | 3 - 12 août      |
| Universiade                                 | Pékin    | 27 - 1 septembre |
| Goodwill Games                              | Brisbane | 4 - 7 septembre  |
| Championnats du monde de semi-marathon      | Bristol  | 7 octobre        |

### Continentales

#### Afrique
| Compétition                    | Lieu   | Date           |
| ------------------------------ | ------ | -------------- |
| Championnats d'Afrique juniors | Réduit | 9 - 12 juillet |

#### Amériques
| Compétition                                      | Lieu      | Date              |
| ------------------------------------------------ | --------- | ----------------- |
| Championnats d'Amérique du Sud                   | Manaus    | 18 - 20 mai       |
| Championnats d'Amérique centrale et des Caraïbes | Guatemala | 20 - 22 juillet   |
| Jeux bolivariens                                 | Ambato    | 12 - 15 septembre |
| Coupe panaméricaine de marche                    | Cuenca    | 27 - 28 octobre   |

#### Asie
| Compétition                 | Lieu                | Date            |
| --------------------------- | ------------------- | --------------- |
| Jeux de l'Asie de l'Est     | Osaka               | 23 - 26 mai     |
| Championnats d'Asie juniors | Bandar Seri Begawan | 19 - 22 juillet |

#### Europe
| Compétition                            | Lieu      | Date            |
| -------------------------------------- | --------- | --------------- |
| Coupe d'Europe du 10 000 mètres        | Barakaldo | 7 avril         |
| Coupe d'Europe de marche               | Dudince   | 19 mai          |
| Coupe d'Europe des nations             | Brême     | 23 - 24 juin    |
| Championnats d'Europe espoirs          | Amsterdam | 12 - 15 juillet |
| Championnats d'Europe juniors          | Grosseto  | 19 - 22 juillet |
| Championnats d'Europe de cross-country | Thoune    | 9 décembre      |

## Records

### Records du monde
| Épreuve         | Athlète        | Nation             | Performance   | Lieu      | Date         | Réf.  |
| --------------- | -------------- | ------------------ | ------------- | --------- | ------------ | ----- |
| Décathlon       | Roman Šebrle   | République tchèque | 9 026 pts     | Götzis    | 27 mai 2001  | [ 1 ] |
| 3 000 m steeple | Brahim Boulami | Maroc              | 7 min 55 s 28 | Bruxelles | 24 août 2001 | [ 2 ] |

## Décès
- 31 mars : Diego García, coureur de fond espagnol, spécialiste du marathon.
- 15 août : Richard Chelimo, coureur de fond kenyan, recordman du monde du 10 000 mètres en 1993[3].
- 17 octobre : Micheline Ostermeyer, athlète française, double championne olympique aux Jeux olympiques de 1948[4].